# Bretxa metabòlica
La bretxa metabòlica o fractura metabòlica és la desconnexió o el desequilibri de la interacció metabòlica entre la humanitat i la resta de la naturalesa derivada de la producció capitalista i la creixent divisió entre la ciutat i el camp. És un concepte creat a partir de la noció de Karl Marx sobre la “ruptura irreparable en el procés interdependent del metabolisme social” usat àmpliament en els anys recents en discussions mediambientals, particularment per l'esquerra política.
La bretxa metabòlica, d'acord amb John Bellamy Foster, qui va encunyar el terme, és el desenvolupament del treball primerenc de Marx en els Manuscrits econòmics i filosòfics sobre l'essència de les espècies i la relació dels éssers humans i la naturalesa. El metabolisme és l' “anàlisi madura de l'alienació de la naturalesa” de Marx i presenta “una manera sòlida i científica de representar l'intercanvi complex i dinàmic entre els éssers humans i la naturalesa, resultat del treball”.
A diferència d'aquells autors que han atribuït a Marx una indiferència per la naturalesa i la responsabilitat dels problemes ambientals de la Unió Soviètica i altres estats suposadament socialistes, Foster troba en la teoria de la bretxa metabòlica l'evidència de la perspectiva ecològica de Marx. La teoria de la bretxa metabòlica permet desenvolupar una crítica de la degradació ambiental que va anticipar gran part del pensament ecològic actual, incloent les qüestions de sostenibilitat.
Altres autors ecosocialistes que han treballat amb aquest marc teòric són Paul Burkett, Michael Friedman, Michael Lowy, István Mészáros, Ian Angus, Hannah Wittman, Kohei Saito, Jason W. Moore, James O'Connor i altres.